# 갈천초등학교
갈천초등학교는 대한민국 경기도 화성시 향남읍에 있는 공립 초등학교이다.

## 학교 연혁
- 1956.07.04 향남국민학교 갈천분교 인가
- 1961.03.10 갈천국민학교 승격인가, 개교
- 1985.08.07 병설유치원 설립인가
- 1996.03.01 갈천초등학교로 개명
- 2012.09.01 제18대 성준석 교장 부임
- 2014.02.13 제54회 졸업(졸업생 5명, 총 1711명)
- 2015.03.01 6학급 편성(병설유치원 1학급)